# Rinca
Rinca [rint͡ʃa] ist eine der Kleinen Sundainseln in Indonesien. Früher wurde der Inselname Rintja geschrieben.

## Lage und Größe
Die Insel mit einer Fläche von gut 196 km² ist vulkanischen Ursprungs, liegt unmittelbar westlich von Flores und gehört zur Provinz West-Nusa Tenggara. Westliche Nachbarinseln sind das unbewohnte, kleine Padar und Komodo, im Norden ist eine Vielzahl kleinster Inseln vorgelagert. Im Süden erstrecken sich die Sumbastraße und die Sawusee mit der Insel Sumba, im Norden die Floressee.

## Bevölkerung
Auf der Insel leben rund 1000 Menschen in drei Ortschaften. Kampung Rinca im Nordosten ist der größte Ort, und an der Ostküste liegen die kleinen Siedlungen Kampung Loho Karora und Kampung Loho Baru.

## Fauna
Rinca ist Teil des 1980 gegründeten Nationalparks Komodo und berühmt für die hier sowie auf der Nachbarinsel Komodo und den unbewohnten Eilanden Motang und Kadi, die Rinca im Süden vorgelagert sind, vorkommenden Komodowarane, wird aber auch von vielen anderen Tierarten wie Wildschweinen, Büffeln und zahlreichen Vogelarten bevölkert.

## Landschaft

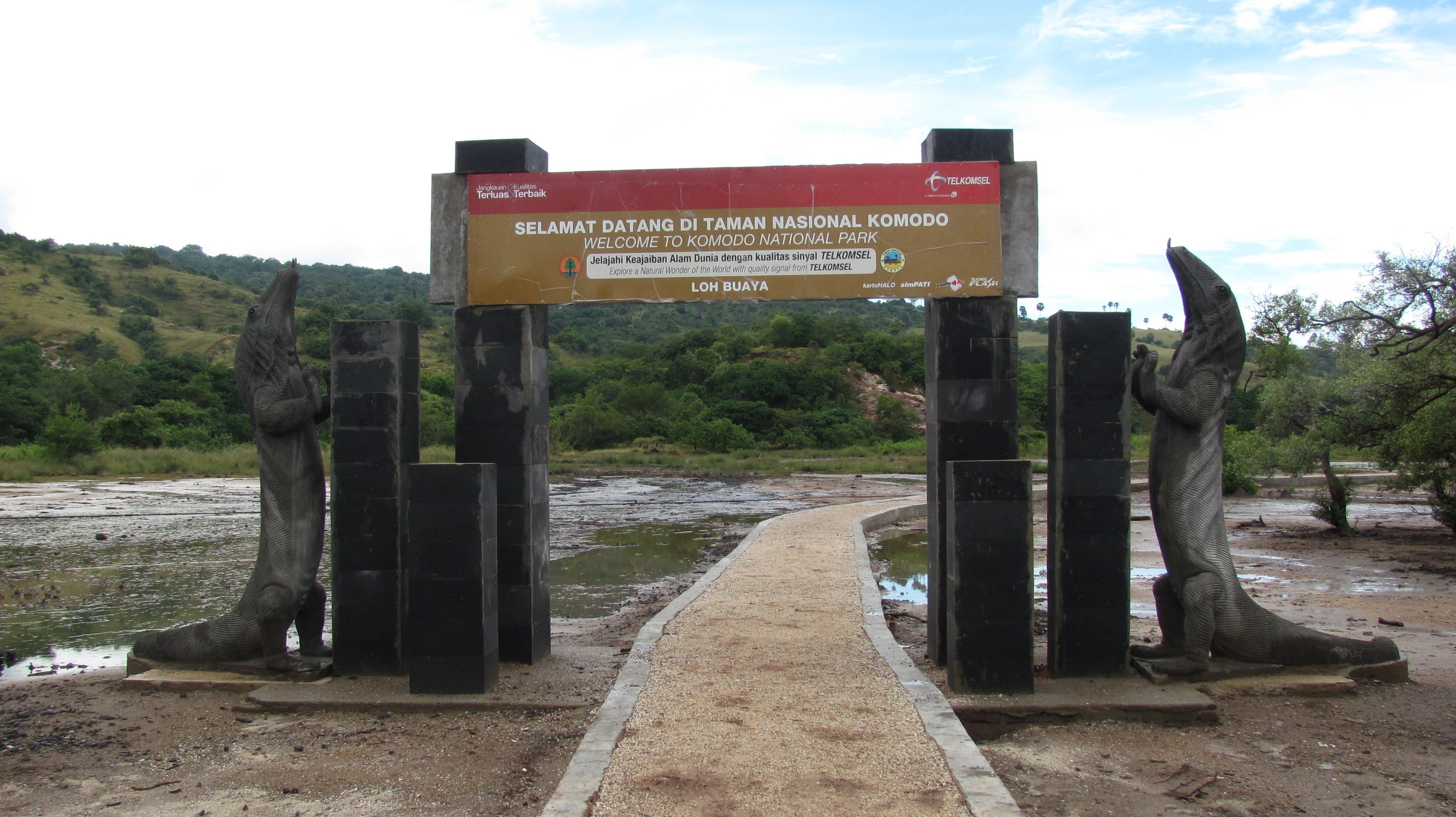
Eingang zum Nationalpark

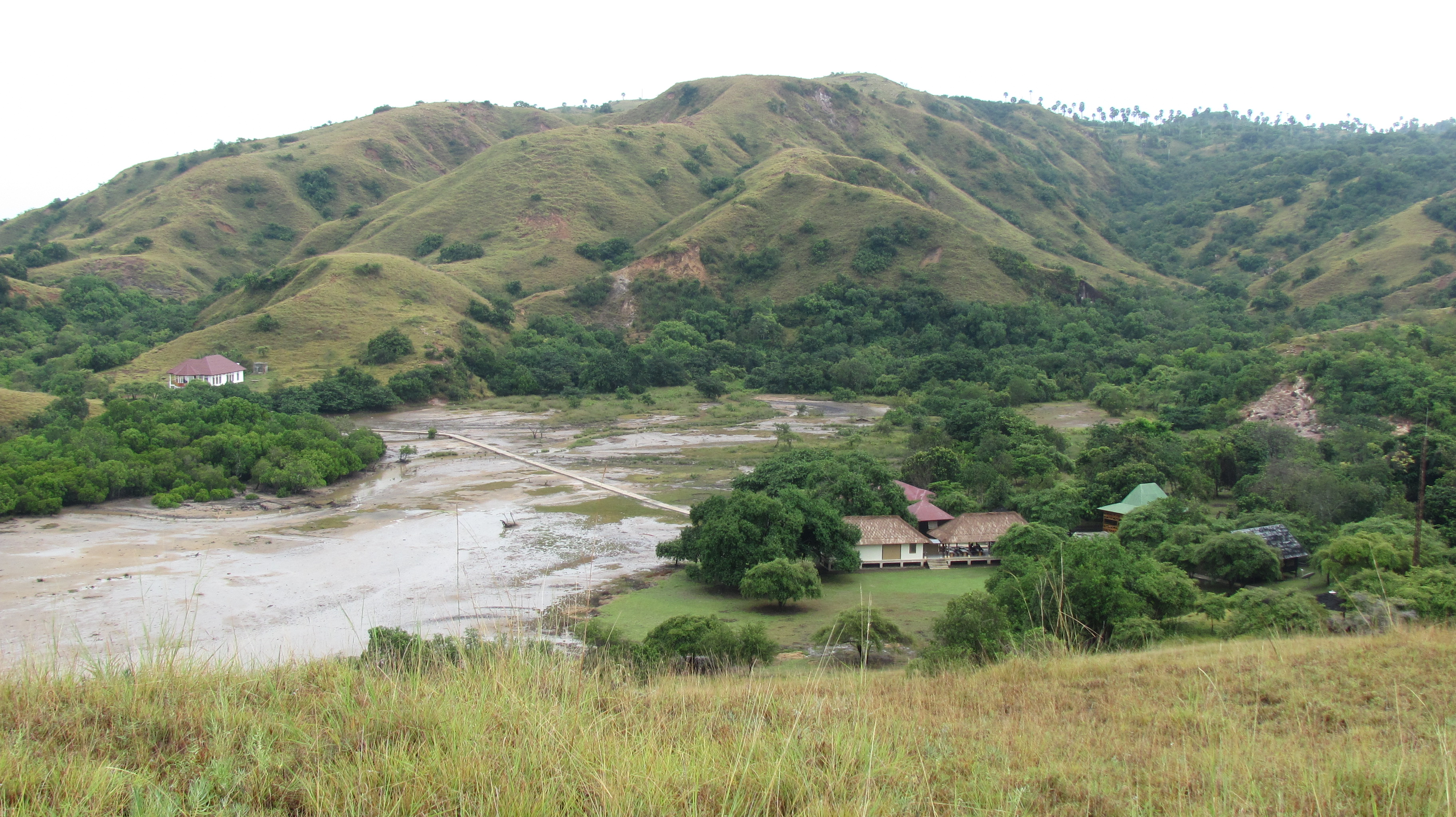
Blick zur Rangerstation

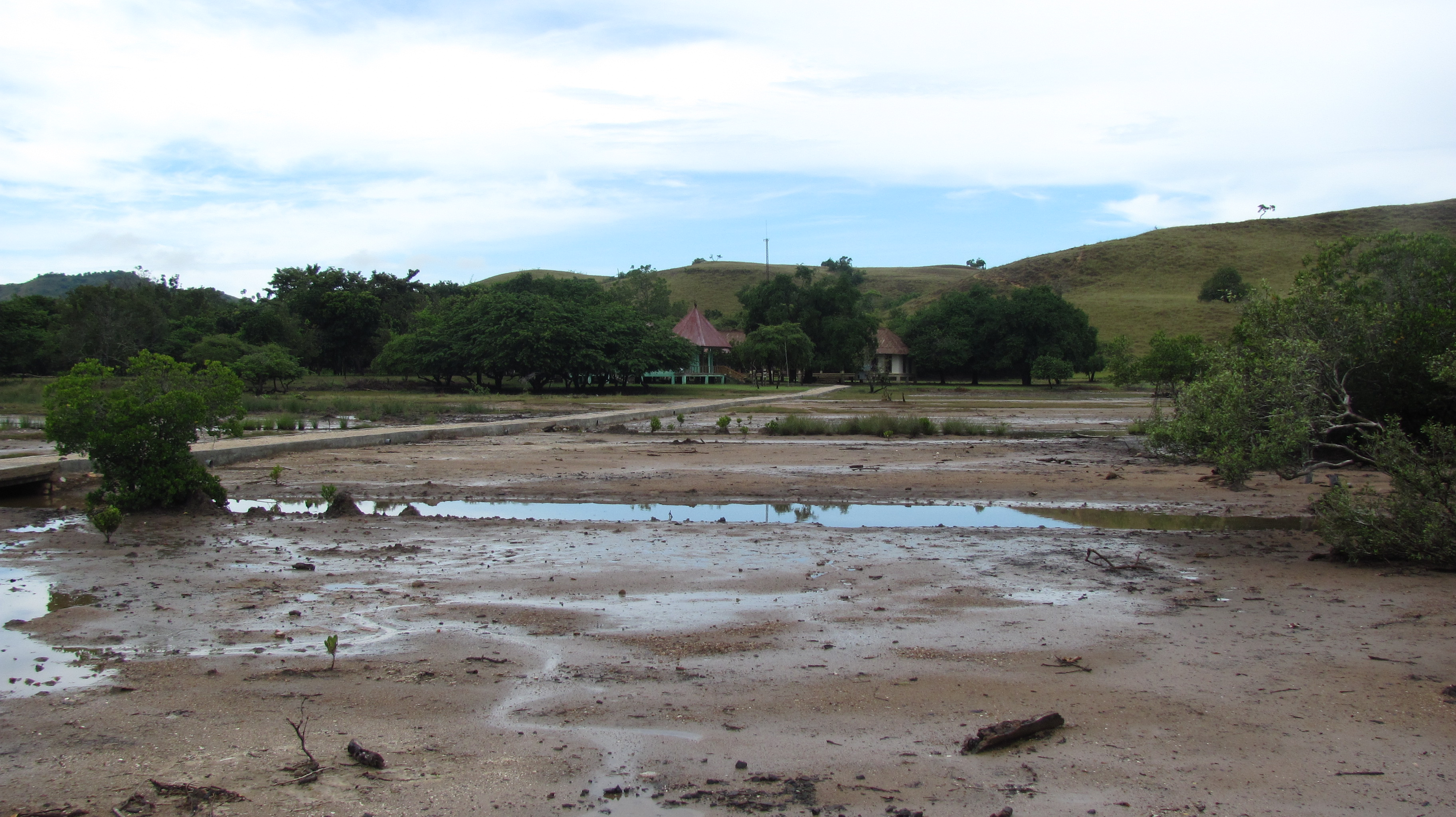
Landschaft an der Bucht Loh Buaya

Rinca, eine durch zahlreiche Buchten und Halbinseln stark zerklüftete Insel, ist 25 km lang und im Süden bis zu 12 km breit, im Norden jedoch nur bis zu 5 km. Der Nordteil Rincas, in dem die meisten der Einwohner leben, ist eine von schlanken Lontarpalmen geprägte Savanne, in der wilde Büffel, Hirsche, Wildpferde und Wildschweine vorkommen. Zwischen dem nördlichen und südlichen Teil liegt eine nur zwei Kilometer breite Engstelle. Der stärker bewaldete Süden der Insel, in dem auch Wespen und Skorpione vorkommen, wird dominiert durch die höchste Erhebung, den 667 m hohen Gunung Ora, der früher "Hagedissen Berg" genannt wurde und dessen heutiger Name "Drachenberg" bedeutet. Die zweithöchste Erhebung der Insel ist der 365 m hohe Gunung Raja im Nordosten unweit von Kampung Rinca.

## Tourismus
Tagesausflügler kommen meist von Labuan Bajo auf Flores mit dem Boot, die Fahrzeit beträgt etwa zwei Stunden. Die Anlegestelle für die Touristen liegt an der Bucht Loh Buaya, wo sich auch die Verwaltung des Nationalparks befindet. Jeder Touristengruppe wird hier ein einheimischer Führer zugeteilt. In den meisten Fällen wird eine rund zweistündige Wanderung unternommen. Da Rinca erheblich kleiner ist als das benachbarte Komodo, ist die Wahrscheinlichkeit hier größer, Komodowarane in freier Wildbahn zu sehen. Vermutlich leben noch rund 1000 dieser nicht ungefährlichen Tiere auf Rinca. Touristen ist es wegen der Gefährlichkeit der Komodowarane, die auch Menschen angreifen, nicht gestattet, sich ohne einheimischen Führer im Nationalpark außerhalb der Ortschaften aufzuhalten. Die drei Ortschaften auf Rinca werden im Allgemeinen von den Touristenbooten nicht angelaufen.

## Verkehrsverbindungen
Regelmäßige öffentliche Fährverbindungen nach Rinca oder Komodo bestehen nicht. Mehrere Unternehmen bieten Tagesausflüge von Labuan Bajo aus nach Rinca oder Komodo an. Es besteht auch die Möglichkeit, Boote zu chartern. Der nächstgelegene Flugplatz befindet sich ebenfalls in Labuan Bajo.